# 79 Рака
79 Рака (лат. 79 Cancri) — двойная или кратная звезда, которая находится в созвездии Рака. Удалена от Земли на расстояние 420 световых лет и имеет видимую звёздную величину +6.03, то есть можно увидеть невооружённым глазом при идеальных условиях (полное отсутствие светового загрязнения, Луны, а также ветра). Главный компонент, 79 Рака А, — жёлтый гигант спектрального класса G, в 55 раз ярче, чем Солнце, с температурой поверхности около 5450 Кельвинов. Масса звезды в 3 раза превышает солнечную массу, радиус больше солнечного в 8,3 раза.
Система приближается к Земле со скоростью 7 км/с.